# Gualter Allara
Gualter Oscar Allara (n. 1930) es un militar argentino con el grado de contraalmirante. Fue comandante de la Flota de Mar en la Operación Rosario para la recuperación de las Islas Malvinas, y durante la guerra, fue comandante de la Fuerza de Tareas 79, formada por la masa de la Flota de Mar.

## Biografía
Gualter Allara es un oficial de la Armada Argentina. Siendo capitán de navío, fue subsecretario interino de Relaciones Exteriores y Culto el 26 de marzo de 1976, durante el Proceso de Reorganización Nacional. En 1980, fue jefe de Inteligencia en el Estado Mayor General de la Armada.
En la ocasión de la guerra de las Malvinas de 1982, ostentaba el grado de contraalmirante y ocupaba el cargo de comandante de la Flota de Mar.
El 28 de marzo, el contraalmirante Allara zarpó desde la Base Naval Puerto Belgrano al frente de la Fuerza de Tareas 40 —o Fuerza de Tareas Anfibia—, la cual ejecutó el desembarco argentino en Malvinas, lo que comenzó la guerra de las Malvinas, entre Argentina y el Reino Unido.
Tras el desembarco, y habiendo zarpado la fuerza de tareas británica —Fuerza de Tareas 317— hacia las Malvinas, la Flota de Mar se constituyó en la Fuerza de Tareas 79, la cual se subdividió en tres grupos de tareas:
- el Grupo de Tareas 79.1, conducido por el portaaviones ARA Veinticinco de Mayo;
- el Grupo de Tareas 79.2, comandado por el destructor ARA Hércules;
- y el Grupo de Tareas 79.3, liderado por el crucero ARA General Belgrano.

El 1.º de mayo, la fuerza británica atacó las Malvinas e intentó desembarcar en ellas. La fuerza británica se encontraba en las aguas de entre el norte y el noreste de la isla Soledad. El comandante Allara, considerando un ataque con aviones y buques, ordenó la creación del Grupo de Tareas 79.4 con tres corbetas clase Drummond.
En la noche del 1 al 2 de mayo, la Aviación Naval detectó la fuerza enemiga en el punto situado en la latitud 50.º 21’ S y longitud 56.º 13’ O. La FLOMAR recibió entonces la misión de atacar la Fuerza de Tareas británica al amanecer, para lo cual preparó un movimiento de pinza con el portaaviones Veinticinco de Mayo y el crucero General Belgrano. Finalmente el ataque quedó cancelado y se ordenó el repliegue de la FT 79. Realizando este movimiento, el General Belgrano fue atacado y hundido por el submarino británico HMS Conqueror, muriendo 323 marinos argentinos. A raíz de este ataque, la Flota de Mar se replegó definitivamente a aguas poco profundas y se mantuvo así durante el resto de la guerra.

### Posguerra
El contraalmirante Allara compareció ante la Comisión de Análisis y Evaluación de Responsabilidades del Conflicto del Atlántico Sur de la Junta Militar de Gobierno.